# Les Ardriers
Le quartier les Ardriers est un quartier situé dans la ville du Mans, dans le département de la Sarthe.

## Histoire
Le quartier des Ardriers voit le jour dans les années 1960 à la suite de la construction de nombreuses maisons au style identique. Il accueillait autrefois des espaces agricoles.

## Description
Le quartier est situé à l'Ouest de la ville, c'est un quartier de type résidentiel et abrite la piscine des Ardriers, piscine de type tournesol pouvant être découvrable.
|           | Rubillard - Chasse Royale        |            |
| La Futaie | Quartier Saint-Georges (Le Mans) | Libération |
|           | Saint-Georges du Plain           |            |